# Lukáš Červ
Lukáš Červ (ur. 10 kwietnia 2001 w Pradze) – czeski piłkarz grający na pozycji pomocnika w czeskim klubie Viktoria Pilzno. Uczestnik Mistrzostw Europy 2024.